# 布武馬區
布武馬區是非洲中部國家烏干達的111個區之一，由中部區負責管轄，首府是基塔米洛，土地面積320平方公里，海拔高度1,340米，經濟產業有捕魚業、旅遊業、伐木業和煤炭業，2010年人口估計為30,000。

## 外部連結
- Website of Youth With A Mission Uganda - A Christian NGO Active In Buvuma District

00°14′S 33°16′E / 0.233°S 33.267°E